# ОШ „Краљ Петар I” Ниш
Основна школа „Краљ Петар I” је васпитно-образовна установа, која се налази у општини Палилула у Нишу у Србији. Основна школа „Краљ Петар I” данас има 43 одељења од I – VIII разреда са 1105 ученика. Матична школа у Нишу има 32 одељењa са 891 ученика, а школа у Паси Пољани 11 одељења са 214 ученика. У школи је запошљено укупно 3 васпитача, 22 учитеља, 54 наставника, директор школе, 2 помоћникa директора, 3 стручна сарадника, 3 административно – финансијска радника, педагошки асистент, 15 радника на одржавању хигијене и 3 домара – мајстора одржавања.

## О школи
Године 1933. школа почиње са радом одлуком Министарства просвете Краљевине Југославије.

## Име школе
Школа је почела са радом 1933. године под називом „Краљ Петар II”. 1948. године школа добија назив „Основна школа број 4”. Од фебруара 1952. године школа носи назив „Седма осмолетка”. 1953. године је решењем Савета за просвету градског народног одбора одлучено да се школа зове Осмогодишња школа „Зора социјализма”.Од 1957. године до 1959. године носи назив Осмогодишња школа „Моша Пијаде”. Од 1959. до 2002. године школа носи назив Основна школа „Моша Пијаде”. Од 2002. године школа носи име Основна школа „Краљ Петар I”.

## Познати ученици
- Иван Калаузовић Иванус, новинар, публициста и књижевник
- Вукман Кривокућа, бивши секретар у Министарству вера и дијаспоре Републике Србије
- Драган Стојковић Пикси, бивши фудбалер и актуелни селектор Фудбалске репрезентације Србије

## Краљ Петар I
Петар I Карађорђевић (Београд, 11. јул 1844 — Београд, 16. август 1921) је био краљ Србије, од 1903. до 1918. и краљ Срба, Хрвата и Словенаца од 1918. до 1921. године.